# Б'єрне-ле-Віллаж
Б'єрне-ле-Віллаж (фр. Bierné-les-Villages) — муніципалітет у Франції, у регіоні Пеї-де-ла-Луар, департамент Маєнн. Б'єрне-ле-Віллаж утворено 1 січня 2019 року шляхом злиття муніципалітетів Аржантон-Нотр-Дам, Б'єрне, Сен-Лоран-де-Мортьє i Сен-Мішель-де-Фен. Адміністративним центром муніципалітету є Б'єрне. Населення — 1263 особи (01.01.2021).